# Eckental
Eckental je správní celek v rámci zemského okresu Erlangen-Höchstadt v Bavorsku v Německu. Byl vytvořen v rámci územní reformy v roce 1972 jako takzvaná “Großgemeinde” (“velkoobec”) sloučení dříve existujících obcí. Místní název Eckental se v takto vytvořené oblasti dříve nevyskytoval.

## Poloha
Eckental leží přibližně 20 kilometrů severovýchodně od Norimberka cca 20 kilometrů východně od Erlangenu na Bundesstraße (spolkové cestě) č.2 v údolí říčky Schwabach. Mezi místními částmi Eschenau, Brand, Eckenhaid a Forth protéká potok Eckenbach, po němž byl územní celek pojmenován.

## Části
Správní celek Eckental má 17 místních částí:
| - Benzendorf - Brand - Brandermühle - Büg - Ebach - Eckenhaid | - Eckenmühle - Eschenau - Forth - Frohnhof - Herpersdorf - Illhof | - Marquardsburg - Mausgesees - Oberschöllenbach - Oedhof - Unterschöllenbach |

Počty obyvatel k 1. 1. 2010 
- Benzendorf s Illhofem a Oedhofem (dohromady 202)
- Brand a Brandermühle (2311)
- Eckenhaid, Marquardsburg a Eckenmühle (3480)
- Eschenau (3595)
- Forth/Büg (3257)
- Frohnhof (288)
- Herpersdorf, Mausgesees a Ebach (dohromady 779)
- Oberschöllenbach (942)
- Unterschöllenbach (148)

## Historie

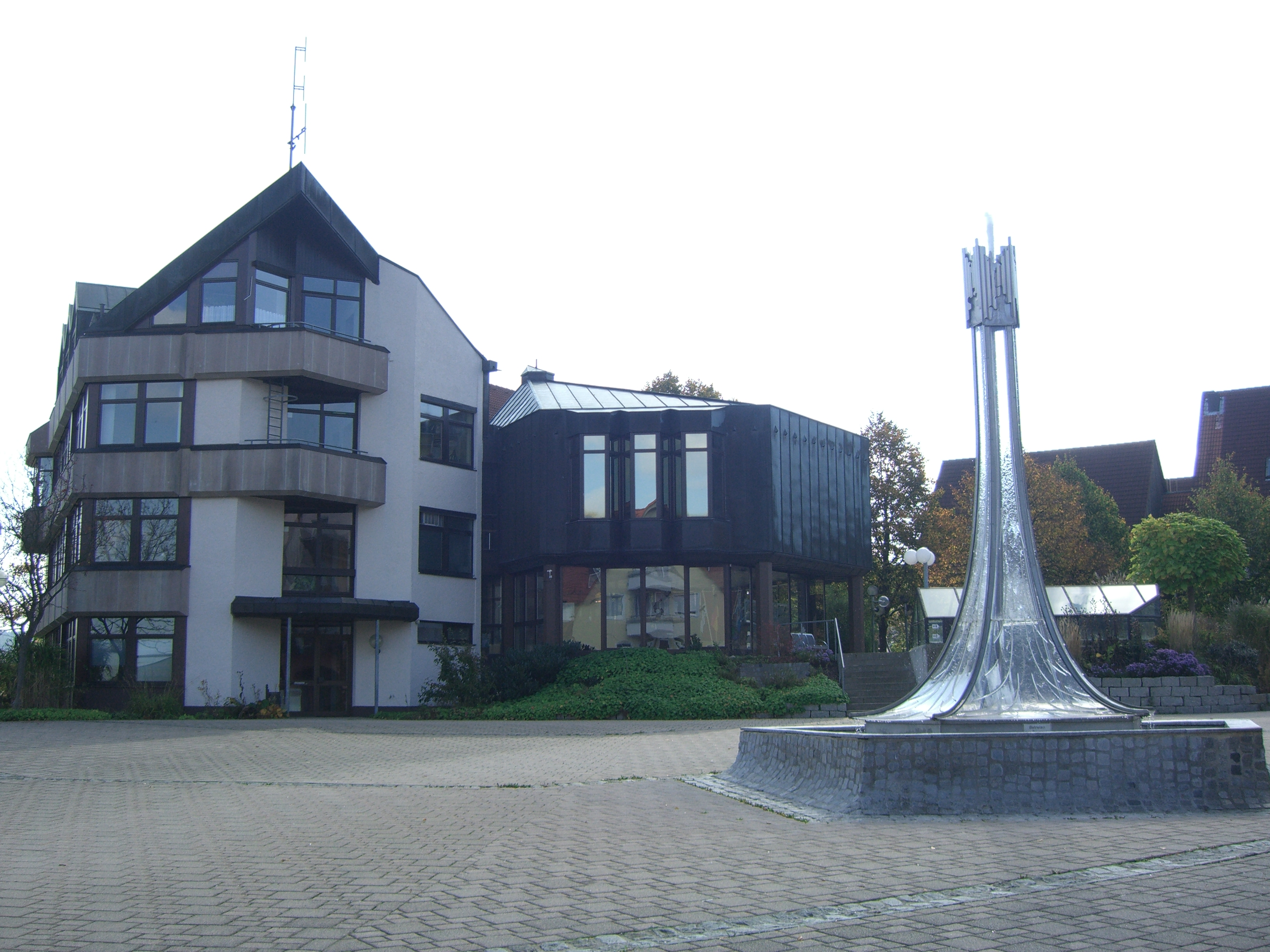
Radniční náměstí a budova radnice Eckentalu v Eschenau

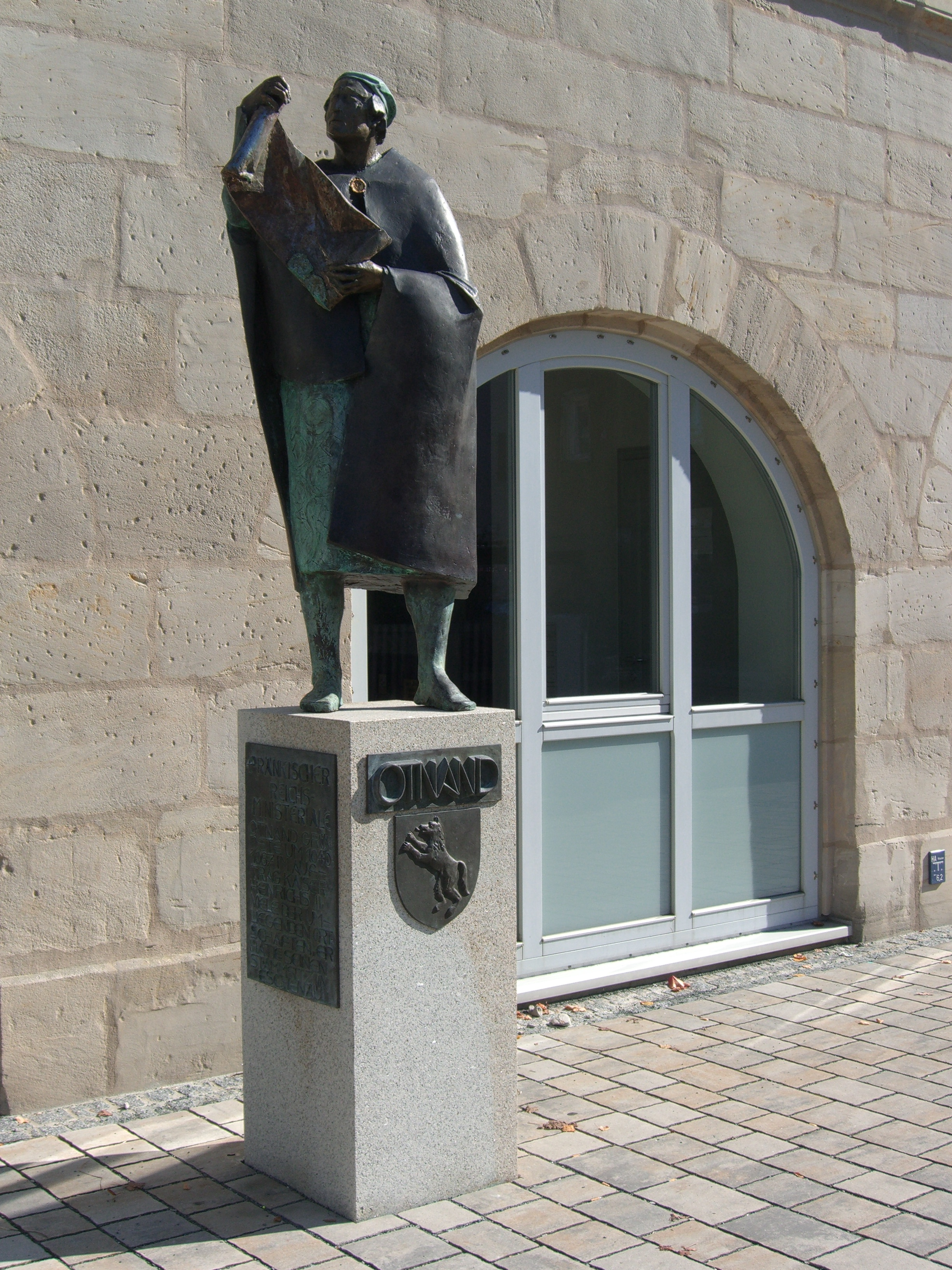
Památník zakladatele Eschenau Otnanda

Eckental byl vytvořen k 1. červenci 1972 v rámci územní reformy jako dobrovolné sloučení tržního města Eschenau s obcemi Benzendorf, Eckenhaid, Forth, Herpendorf a Unterschöllenbach. Obec Brand se připojila až v roce 1978.

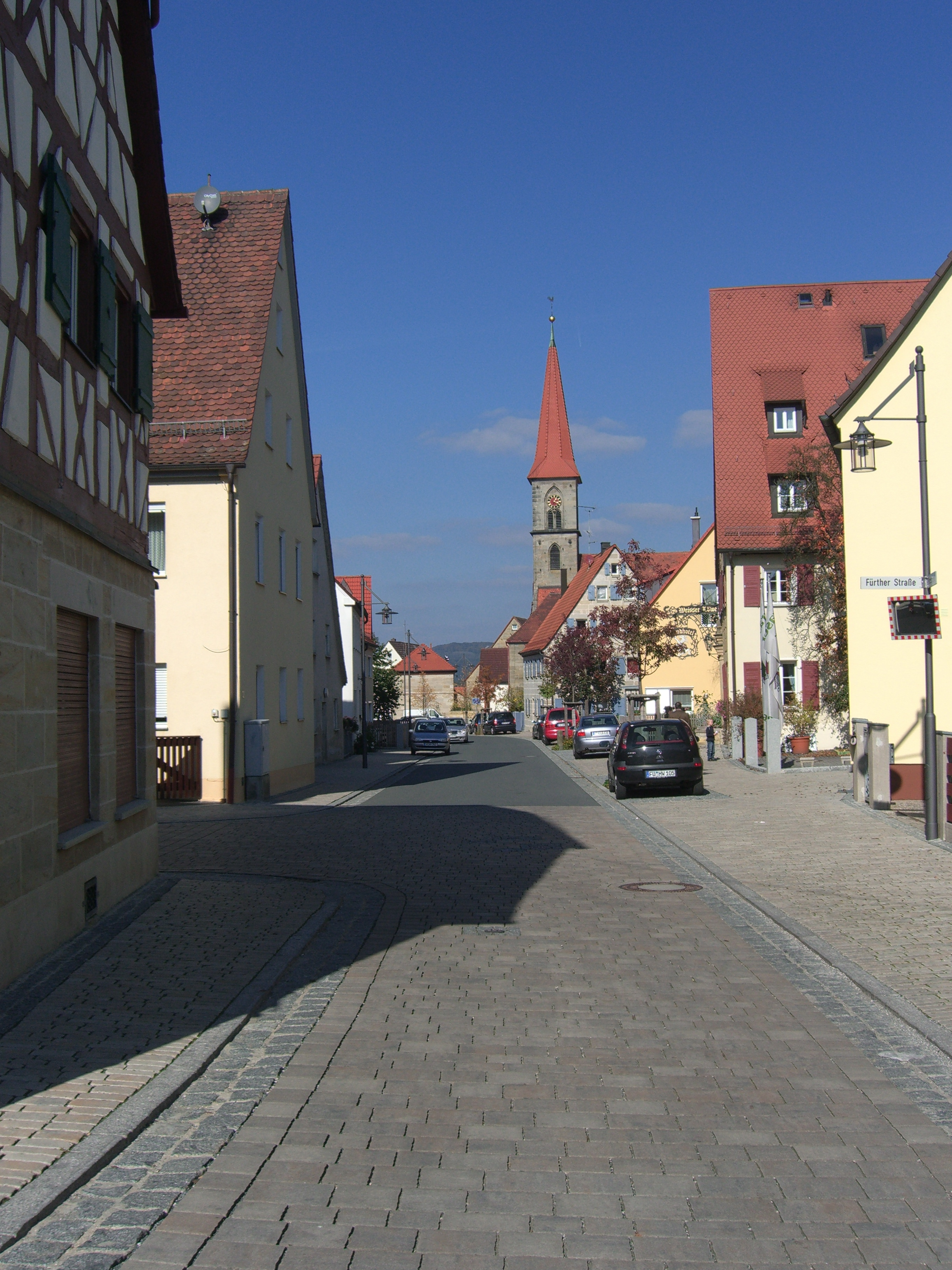
Herrengasse v Eschenau

### Eschenau
Zámek a vesnice Eschenau jsou poprvé zmíněny v listině z roku 1050 (údajně byly založeny roku 1040 rytířem Otnandem, současně zakladatelem rodu von Eschenau). Roku 1331 propůjčil císař Ludvík IV. Bavor obci tržní právo. O více než čtyřicet let později, roku 1376 byla obec povýšená na město římským císařem a českým králem Karlem IV. Jako součást pruského vévodství bylo město v rámci tzv. tylžského míru roku 1807 postoupeno Francii, 1810 se pak stalo vlastnictvím bavorského království.

### Eckenhaid
V místním nářečí nazýván Eggahaa (Přízvuk na poslední slabice). Založen mezi lety 1050 a 1100, první písemná zmínka 1278. V 50. a 60. letech 20. století poskytl nový domov vystěhovalcům ze Sudet a Sedmihradska. Původně malá vesnice se tak rozrostla o nové domy.

### Forth
Forth (Statek) a Büg (Rytířský statek) byly založeny Reichsfreiherrem Gotzmannem mezi léty 1050 a 1150. erfolgte zwischen 1050 und 1150. Roku 1611 přešel rytířský statek Büg do majetku pánů von Bünau. V roce 1925 byli Forth a Büg sloučeny dohromady. Ve Forthu se po několik století rozvíjela židovská komunita; po pogromu 11. listopadu 1938 však byli její členové odvedeni do transportů.

## Památky

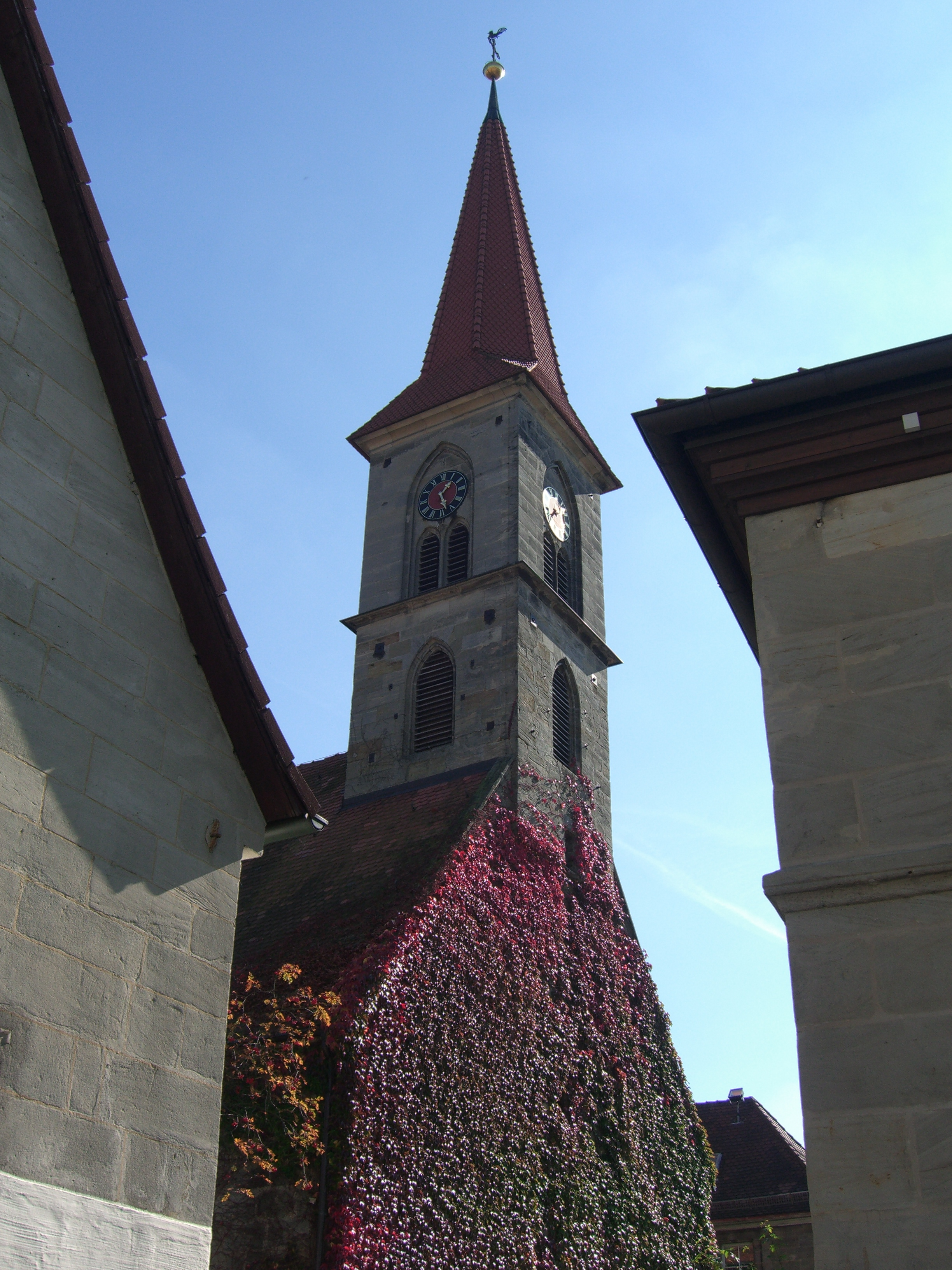
Věž evangelicko-luteránského kostela v Eschenau

- Chrám sv. Bartoloměje v Eschenau

Vystavěn přibližně roku 1300, donátorem eschenauský správce statku Stephan Weigel. Zničenv první válce markrabat v roce 1448 nebo 1449, znovu vystavěn 1472.
- Zámek Eschenau

Pochází z období před 1350. Jedná se o nejstarší panský dům v oblasti. Roku 1449 zničen, obnoven mezi 1512 a 1518. Z druhé stavby se dochovaly jen části, zbytek zničen požárem během druhé války markrabat, roku 1553. Potřetí vystavěn mezi léty 1603 a 1611 jako třípatrová budova, zdobená štukovými ornamenty. Po úderu blesku roku 1843 vyhořela i tato budova. Při obnově bylo vynecháno nejvyšší podlaží, obě věže a značná část ozdob.
- Evangelicko-luteránský farní kostel ze 14. století na tržním náměstí v Eschenau
- Evangelicko-luteránský farní kostel z 15. století ve Forthu
- Zámek z 18. století ve Fortu
- Zámek v Eckenhaidu ze 17. století

## Partnerské obce
- Ambazac ve Francii, od roku 1987
- Högyész v Maďarsku od 1990